# Chevrolet Brookwood
Chevrolet Brookwood war der Name verschiedener Kombis, die in den Modelljahren 1958 bis 1972 von Chevrolet gebaut wurden. In den USA wird das Fahrzeug auf Grund der Gesamtlänge und des Radstandes zu den Full-Size Cars gezählt. Die durchschnittliche Ausstattung und die Marktposition der Marke Chevrolet lässt den Brookwood in Europa zur Mittelklasse zählen.

## Von Jahr zu Jahr

### 1958
1958 wurde der Brookwood als Kombimodell des Chevrolet Biscayne im mittleren Preissegment eingeführt. In diesem Jahr gab es den Brookwood als 5-türigen Kombi mit 6 oder 9 Sitzplätzen.
Das 1958er Modelljahr sollte in seiner Form bereits im Jahr 1957 auf den Markt kommen. Da sich jedoch die Entwicklung verzögerte, startete es als 1958 Modelljahr und blieb so auch nur ein Jahr im Programm. In den vorangegangenen Modelljahren trug die Front, wie bei allen anderen Fabrikaten und Modellen auch, Einzelscheinwerfer. Mit der Vorstellung des Cadillac Eldorado Brougham führte der Hersteller 1957 Doppelscheinwerfer ein. Dafür musste jedoch das Zulassungsgesetz der USA geändert werden. Sämtliche Hersteller, einschließlich Chevrolet mit dem 1958er Modellreihen, folgten dem Beispiel. Der 1958er Chevy war deutlich größer als die vorangegangenen Jahre 1955–1957. Durch den neuen X-Traversen-Rahmen war er stabiler und hatte einen um 70 mm längeren Radstand. Er erhielt eine neue aber weiterhin starre Hinterachse mit vier Lenkern und Schraubenfedern, die vordere Radaufhängung hatte ebenfalls Schraubenfedern. Der Brookwood war rundherum mit Trommelbremsen bestückt.
Die Sechszylindermodelle hießen dabei Serie 1500 und hatten den vom Vorgänger bekannten Reihenmotor mit 3858 cm3, der maximal 145 PS (107 kW) bei 4200 min−1 abgab. In der Serie 1600 waren sechs verschiedene V8-Motoren lieferbar; Basis war ein Motor mit 4638 cm3, der bei 4600 min−1 185 PS (136 kW) leistete. Als Standard wurde der Wagen mit einem manuell zu schaltenden Dreiganggetriebe (auf Wunsch mit Overdrive) ausgeliefert. Eine Zweigang-Powerglide-Automatikgetriebe, zu einem Mehrpreis von 188 USD oder die 231 USD kostende Dreigang-Turboglide-Automatik waren ebenfalls als Extra lieferbar. Vom Bel Air und Impala eunterschied er sich durch weniger Chromleisten und deren Form und die einzelne Rückleuchte.
Die Heckklappe war zweigeteilt zu öffnen. Dabei schwang die Scheibe mit Rahmen nach oben und die untere Hälfte der Klappe klappe nach unten.
Verfügbare Motoren zum Teil gegen Aufpreis waren:
| Typ                        | Hubraum [cm3] | Verdichtung | Vergaser                | Auspuff | Leistung [PS / kW] | bei Drehzahl [min−1] |
| -------------------------- | ------------- | ----------- | ----------------------- | ------- | ------------------ | -------------------- |
| 6-Zylinder-Reihe           | 3.858         | 8,25:1      | Doppelvergaser          | Einfach | 145 / 107          | 4.200                |
| Turbo-Fire V-8             | 4.638         | 8,5:1       | Doppelvergaser          | Einfach | 185 / 136          | 4.600                |
| Super Turbo-Fire V-8       | 4.638         | 9,5:1       | Doppel-Registervergaser | Einfach | 230 / 169          | 4.800                |
| Turbo-Thrust V-8           | 5.692         | 9,5:1       | Doppel-Registervergaser | Doppelt | 250 / 184          | 4.400                |
| Super-Turbo-Thrust V-8     | 5.692         | 9,5:1       | Drei Doppelvergaser     | Doppelt | 280 / 206          | 4.800                |
| Super Turbo-Thrust V-8     | 5.692         | 11,0:1      | Drei Doppelvergaser     | Doppelt | 315 / 232          | 5.600                |
| Ram-Jet Fuel Injection V-8 | 4.638         | 9,5:1       | Einspritzung            | Einfach | 250 / 184          | 5.000                |

Der Einstiegspreis für den Station Wagon mit sechs Sitzplätzen begann bei 2571 USD mit dem 6-Zylinder-Motor und 2678 USD mit V8. Der teuerste Kombi mit neun Sitzplätzen kostete mit V8 bereits 2785 USD, bestückt mit dem R6 waren nur 2678 USD erforderlich.

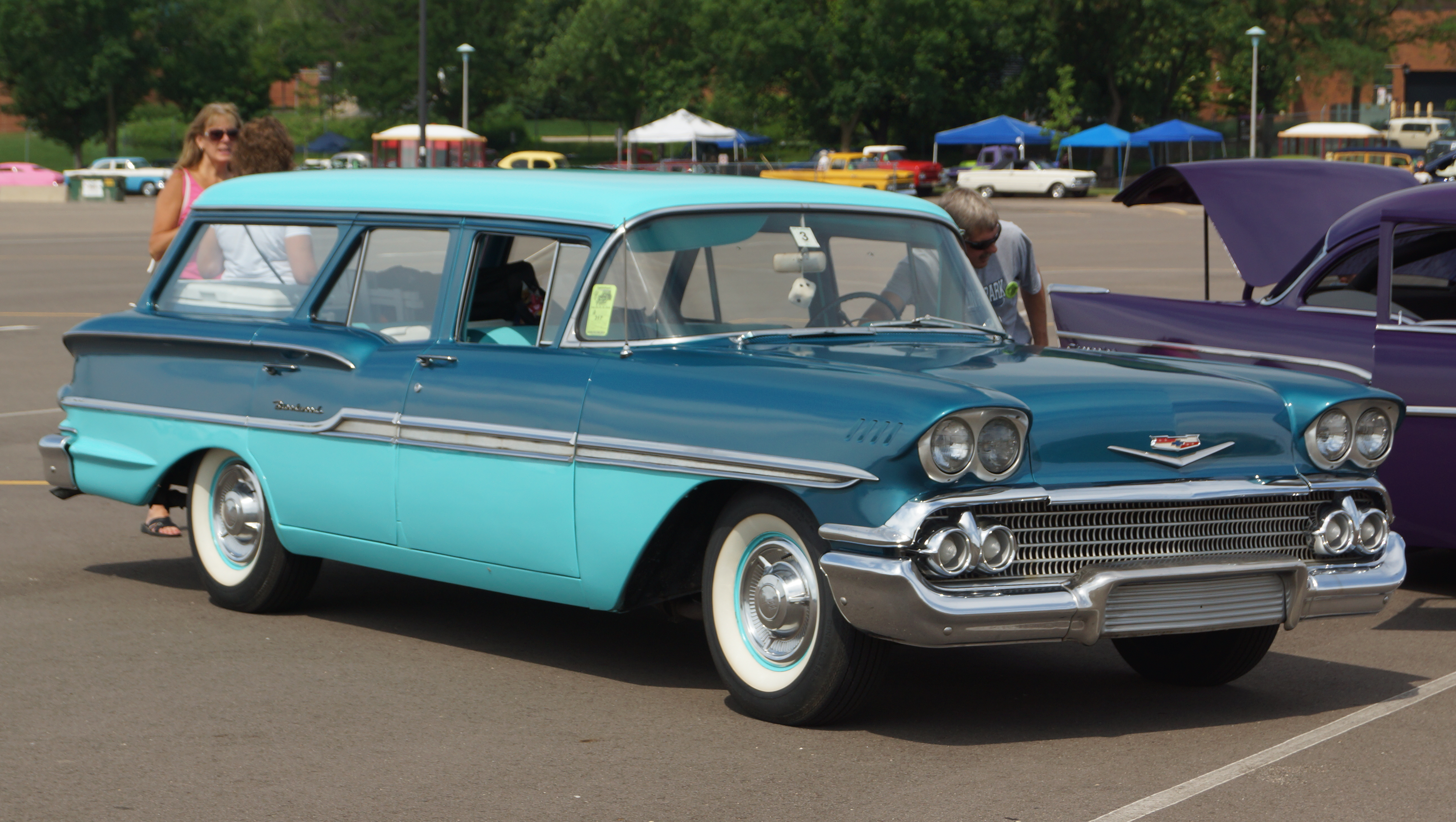
1958 Chevrolet Brookwood Front
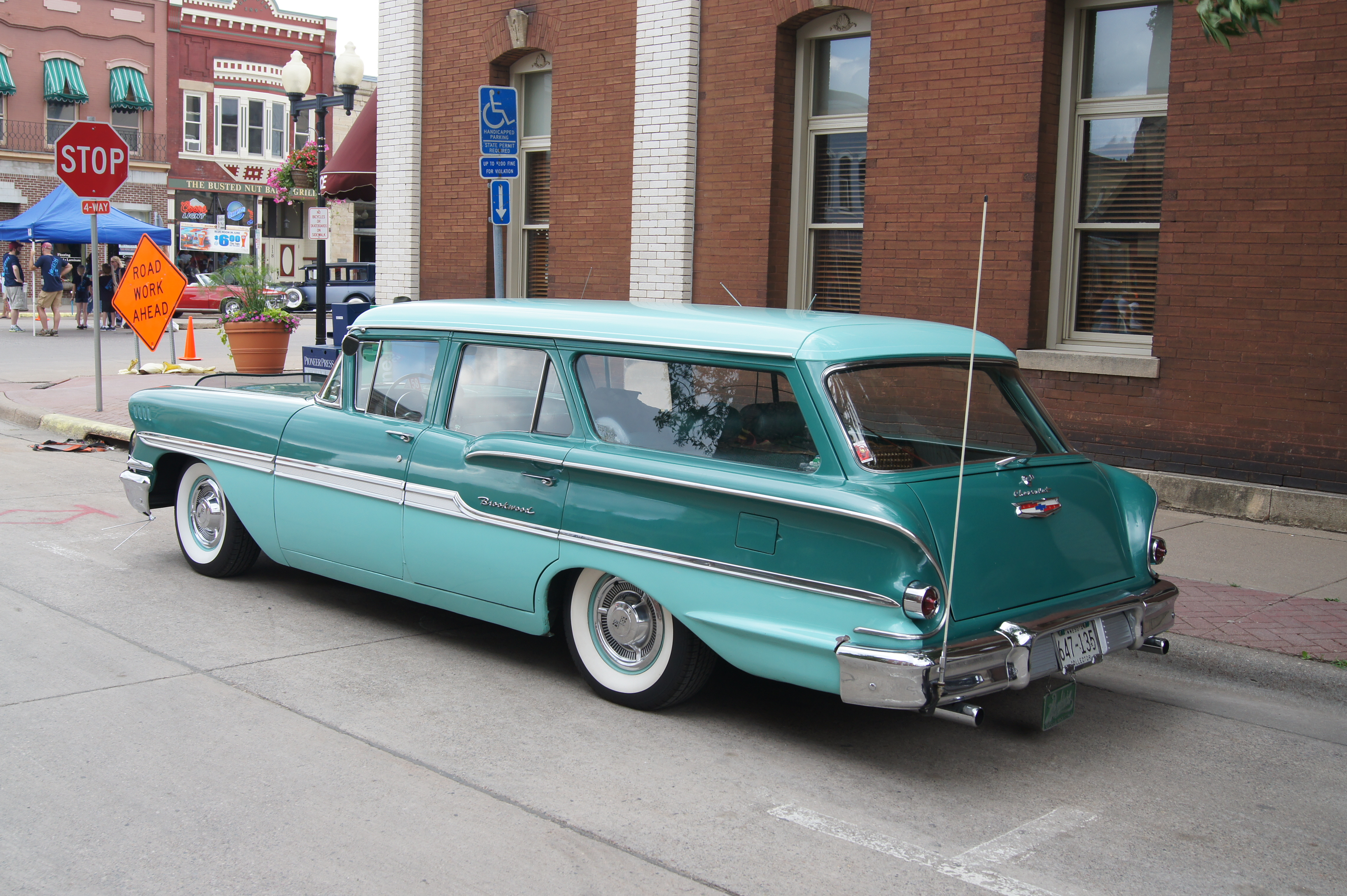
1958 Chevrolet Brookwood Heck
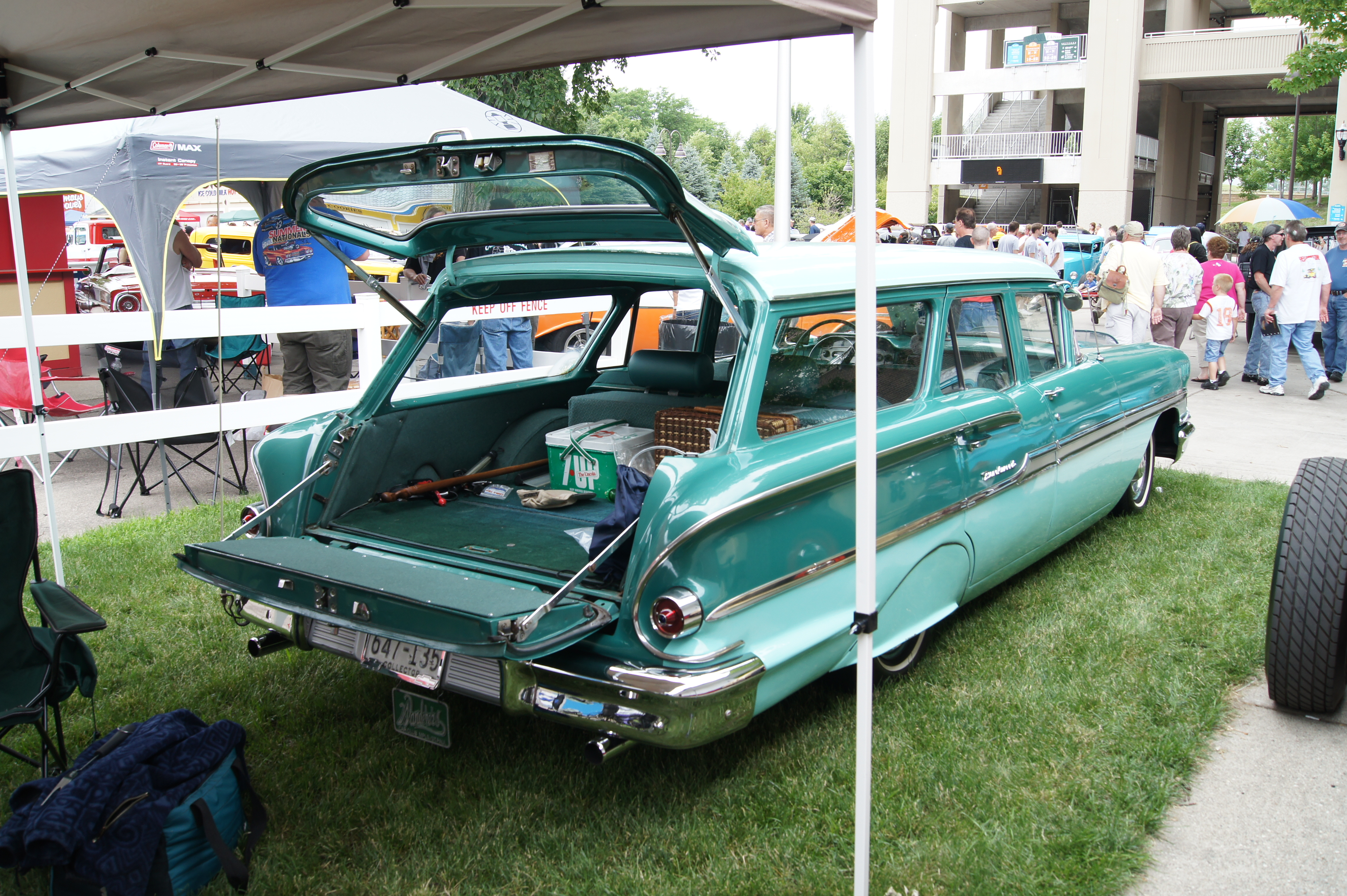
1958 Chevrolet Brookwood geteilt geöffnet Heckklappe

### 1959–1961
1959 bot Chevrolet sein Basismodell des Vorjahres, den Chevrolet Del Ray – und damit auch dessen Kombimodell Yeoman – nicht mehr an. Damit wurde der Biscayne und in Verbindung mit ihm auch der Brookwood zum günstigsten Modell der Marke.
Chevrolet überarbeitete die Modelle des neuen Jahres. Die deutlich flacheren Karosserien mit längerem Radstand hatten einen Kühlergrill über die gesamte Fahrzeugbreite mit integrierten Doppelscheinwerfern und am Heck charakteristische, als Flügel ausgebildete Heckflossen, unter denen linsenförmige Rückleuchten angeordnet waren.
Das Motorenangebot des Vorjahres wurde im Wesentlichen übernommen. Den Brookwood gab es nun als 3- oder 5-türigen Kombi, allerdings jeweils nur mit sechs Sitzplätzen. Der 3-türige Kombi sollte zur Basis des 1959 neu vorgestellten Pritschenwagens El Camino werden. Anders als den Brookwood konnte man den El Camino in verschiedenen Ausstattungsstufen entsprechend der gesamten PKW-Modellpalette (einschl. des Impala) bestellen.
1960 bot Chevrolet dieselbe Modellpalette an. Es gab aber deutliche stilistische Veränderungen an der Karosserie. Der dreitürige Brookwood war wieder entfallen, dafür gab es wieder einen Neunsitzer.
1961 folgte eine Modellpflege, die von den Heckflügeln nur noch Andeutungen übrig ließ. Die Motorenpalette wurde um einen V8 mit 6702 cm3 Hubraum und 360 PS (265 kW) Leistung erweitert. Auch die anderen Motoren leisteten mehr.
| Typ                           | Hubraum [cm3] | Verdichtung | Vergaser                 | Auspuff | Leistung [bhp / kW] | bei Drehzahl [min−1] |
| ----------------------------- | ------------- | ----------- | ------------------------ | ------- | ------------------- | -------------------- |
| 6-Zylinder-Reihe              | 3859          | 8,25:1      | Doppelvergaser           | Einfach | 135 / 99            | 4000                 |
| Super Turbo-Fire V8           | 4638          | 9,5:1       | Doppel-Register-Vergaser | Einfach | 230 / 169           | 4800                 |
| Turbo-Thrust V8               | 5703          | 9,5:1       | Doppel-Register-Vergaser | Doppelt | 250 / 184           | 4400                 |
| Special Turbo-Thrust V8       | 5703          | 9,5:1       | Doppel-Register-Vergaser | Doppelt | 305                 | 5200                 |
| Special Turbo-Thrust V8       | 5703          | 11,25:1     | Doppel-Register-Vergaser | Doppelt | 340                 | 5800                 |
| Super Turbo-Thrust V8         | 5703          | 11,25:1     | Drei Doppelvergaser      | Doppelt | 280 / 206           | 4800                 |
| Special Super Turbo-Thrust V8 | 5703          | 11,0:1      | Drei Doppelvergaser      | Doppelt | 350                 | 5600                 |
| Turbo-Fire 409 V8             | 6702          | 11,0:1      | Doppel-Register-Vergaser | Doppelt | 360 / 265           | 5800                 |

Für das Modelljahr 1962 wurden die Karosserien gestrafft und die linsenförmigen Rückleuchten wichen drei runden Exemplaren auf jeder Seite. Der 6,7 Liter-V8 erreichte mit 409 PS (301 kW) einen neuen Spitzenwert.
Ab 1962 bot Chevrolet den Brookwood nicht mehr an und die Kombis der Marke hießen wieder wie ihre Limousinen-Pendants: Biscayne, Chevrolet Bel Air und Chevrolet Impala.

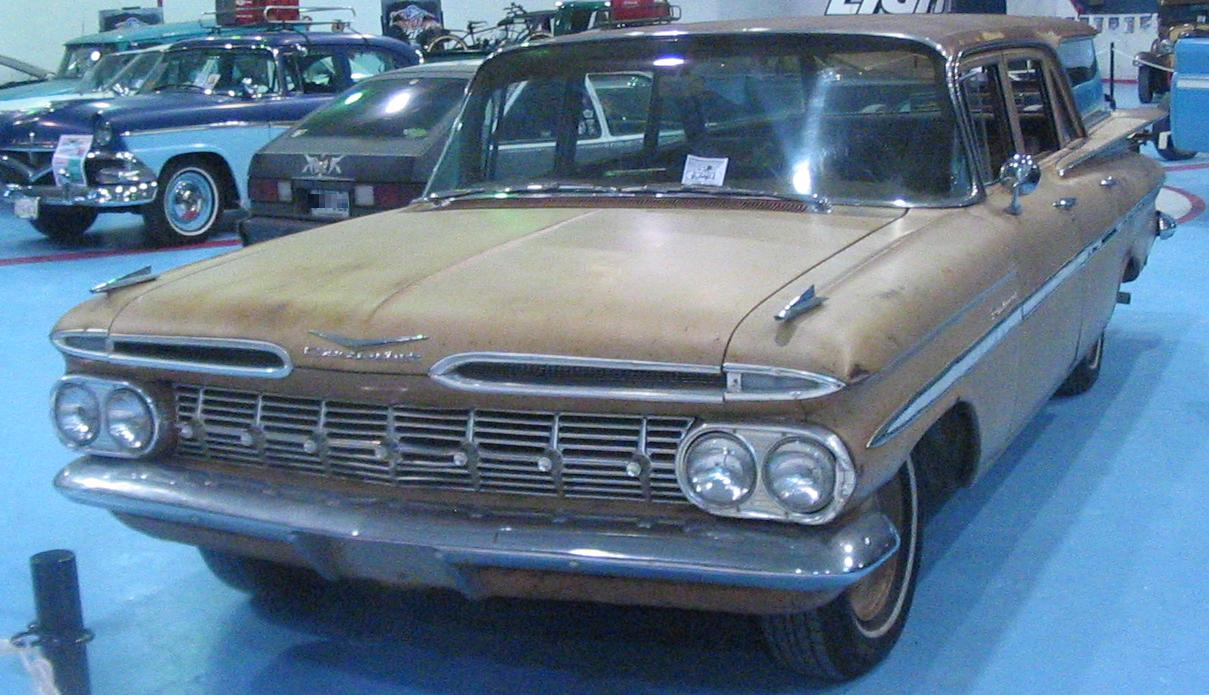
1959 Chevrolet Brookwood Front
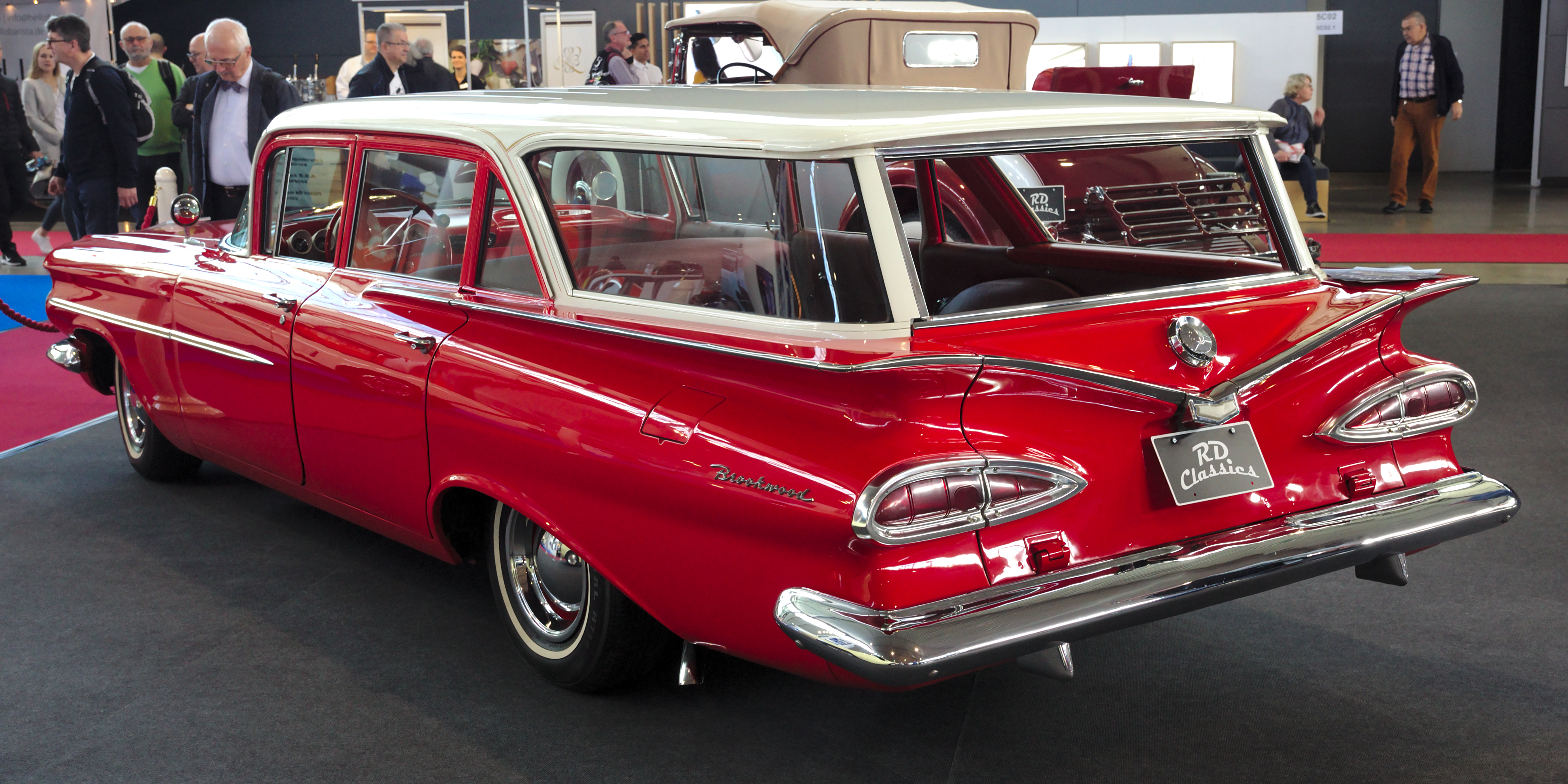
1959 Chevrolet Brookwood Heck
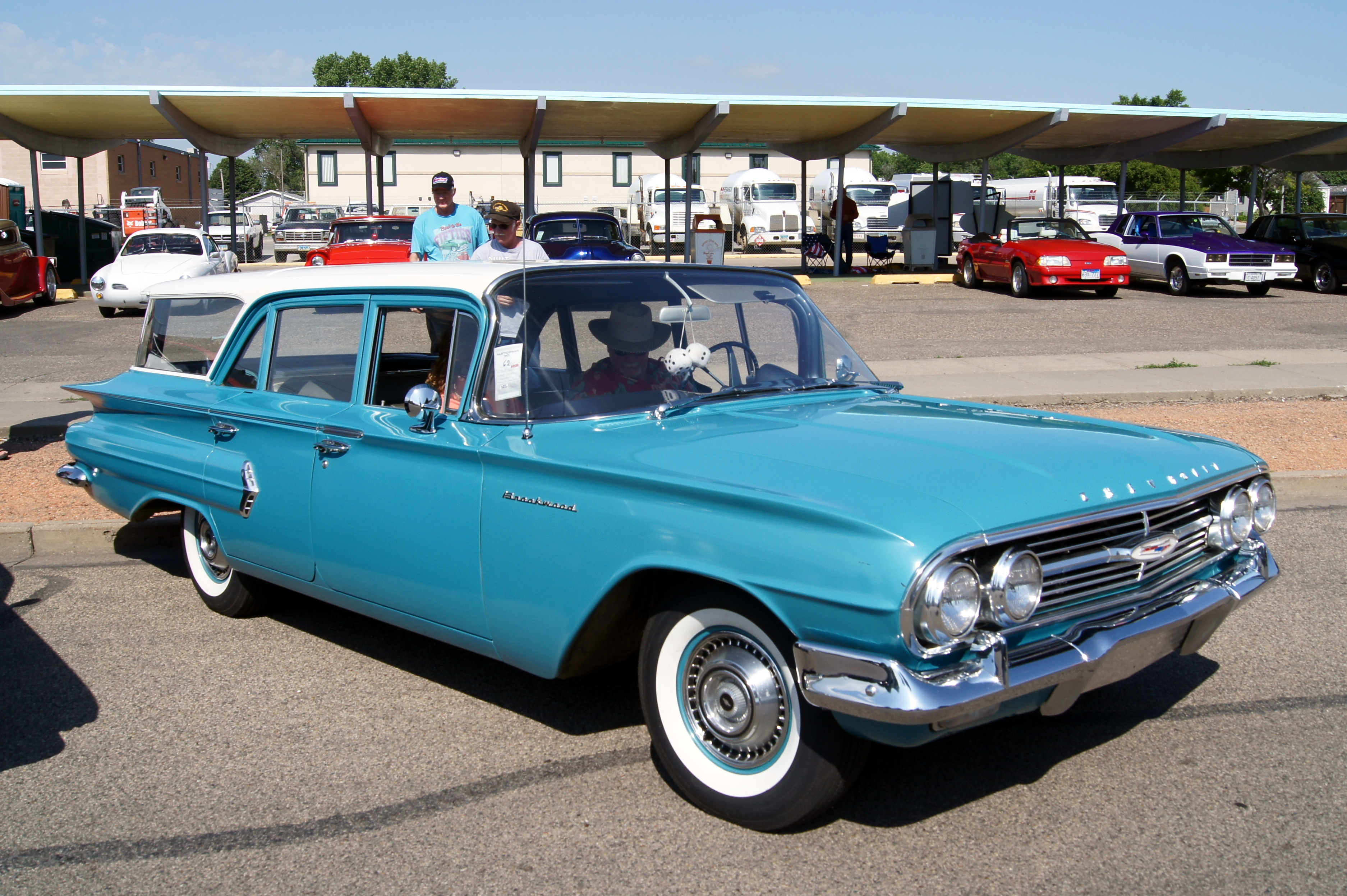
1960 Chevrolet Brookwood Front
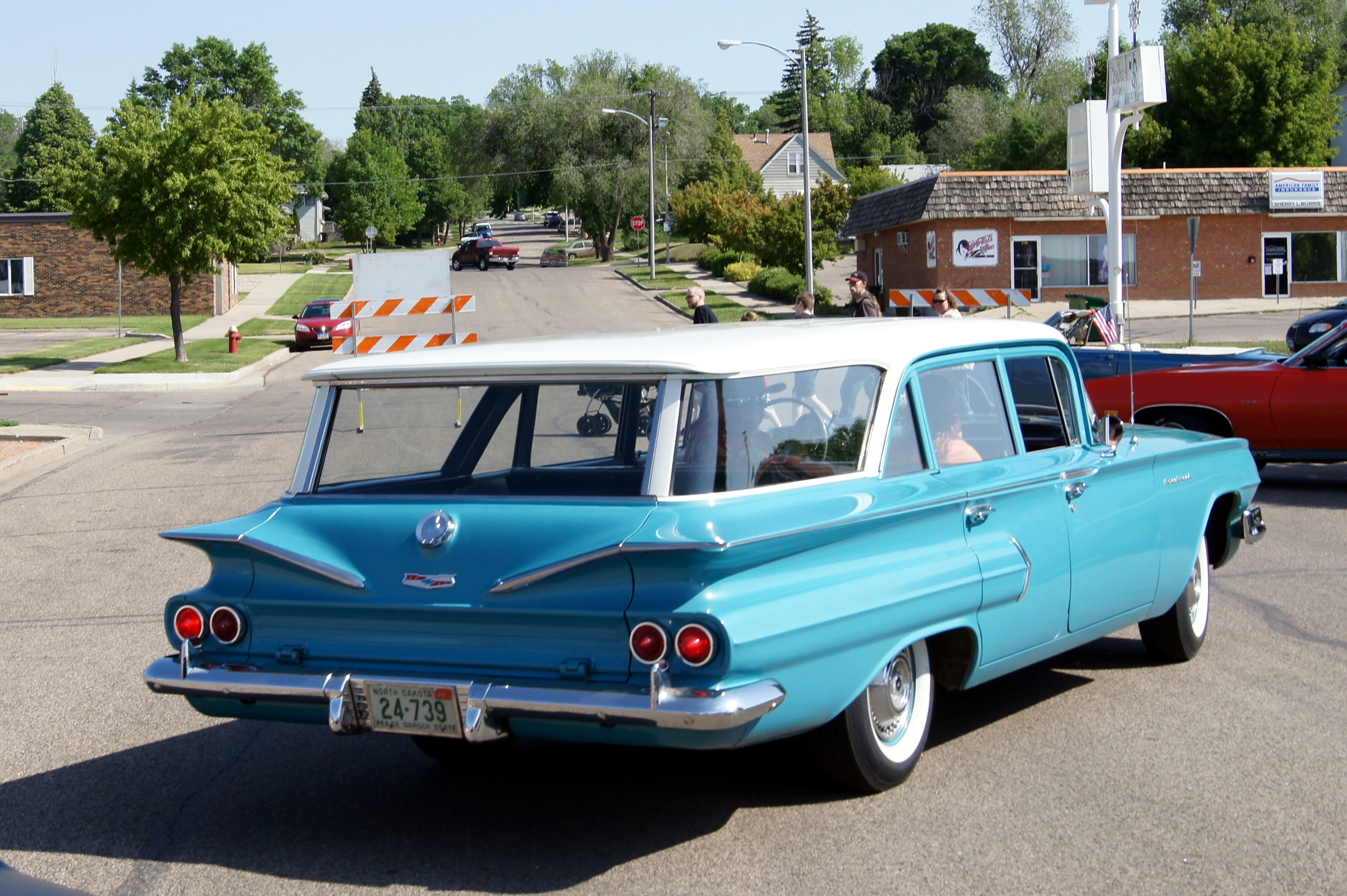
1960 Chevrolet Brookwood Heck
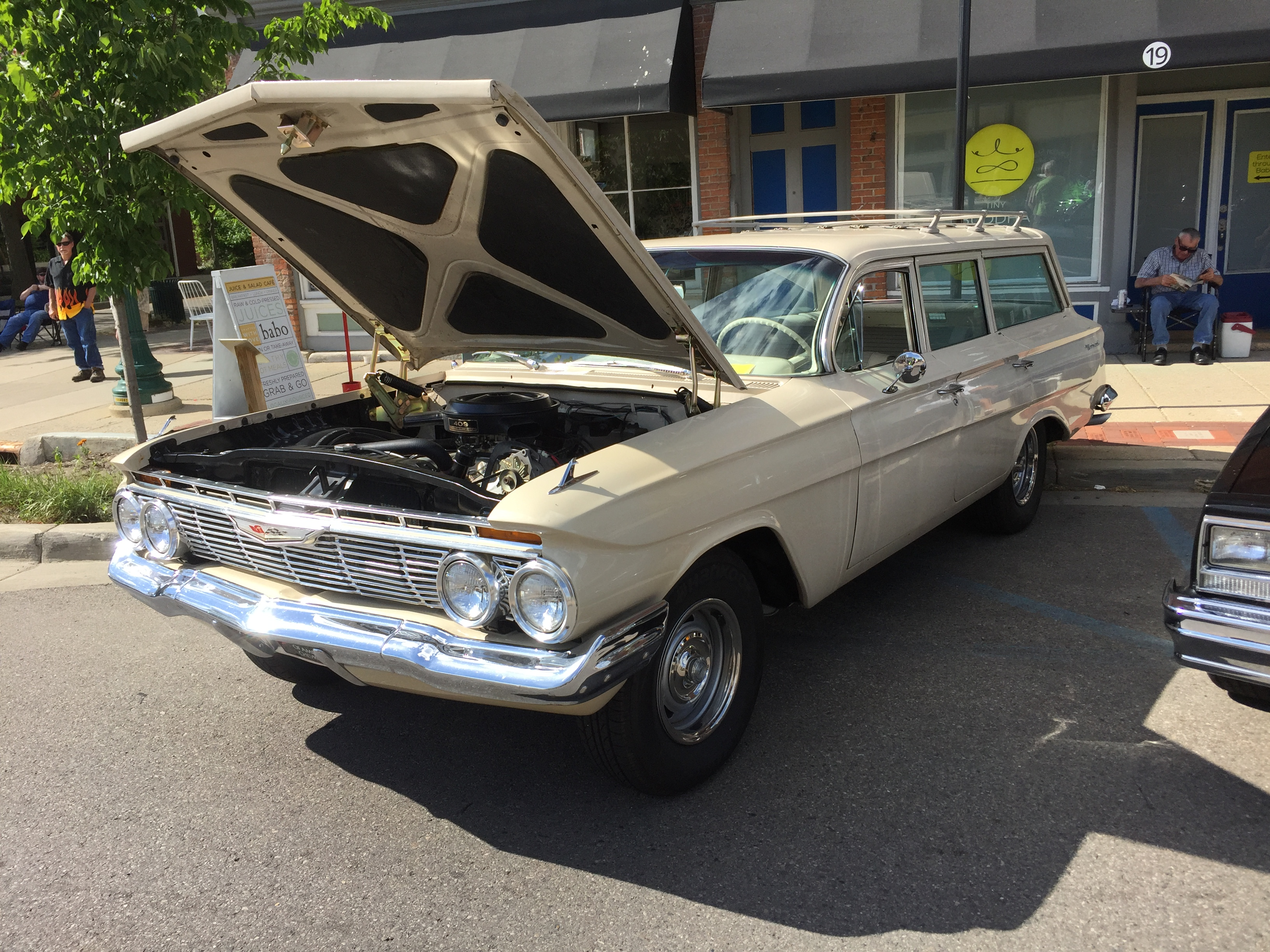
1961 Chevrolet Brookwood Front

### 1969–1970
Im Modelljahr 1969 bekam wieder jeder Chevrolet-Kombi einen eigenen, von dem der Limousinenbaureihen abweichenden Namen. Der Brookwood war wiederum der Kombi des Biscayne und damit das billigste Kombimodell, gefolgt vom Townsman, dem Kingswood und dem Kingswood Estate. Der Brookwood konnte mit Reihensechszylindermotor oder V8-Motor geordert werden. 1970 änderte sich am Styling der Wagen nicht viel, nur der Sechszylindermotor war nicht mehr verfügbar und die Fahrzeugfront wurde etwas abgeändert, sodass der nach oben gebogene Stoßfänger des Vorjahres einer eher traditionellen Anordnung weichen musste.

### 1971–1972
1971 überarbeitete Chevrolet seine großen Modelle komplett, und damit auch den Brookwood. Er bekam auch die neue Hecktüre von GM mit elektrischem Fensterheber. Anders als die Hecktüren der Modelljahre 1969 und 1970 musste beim 1971er-Modell das Rückfenster im Dach verschwinden, wogegen die Hecktüre selbst unter den Ladeboden gefahren wurde. Nach Kundenbeschwerden über Schwierigkeiten beim Bewegen der schweren Hecktüren von Hand stattete GM auch seine preisgünstigeren Modelle mit elektrischer Betätigung aus.
Mitten im Modelljahr 1971 bekamen alle großen Kombis, einschließlich des Brookwood, die vorher aufpreispflichtige TurboHydraMatic-Automatik serienmäßig. Aber auch vorher wurden fast alle Brookwood mit dem Automatikgetriebe geordert, obwohl sie als eher preisgünstige Modelle konzipiert waren.
1972 erhielt der Brookwood ebenfalls das neue Frontstyling der Chevrolets und konnte mit jeder Menge Extras bestellt werden, wie z. B. vier große Radzierblenden oder Vinyldach. 1972 bot Chevrolet die 4-türige Limousine und den 5-türigen Brookwood-Kombi in der Biscayne-Baureihe an.
Von 1969 bis 1972 wurde der Brookwood im Oshawa-Montagewerk in Ontario gebaut.
1973 ließ Chevrolet den Biscayne und den Brookwood in den USA aus der Modellpalette verschwinden. Nur in Kanada wurden noch bis 1975 eine Limousine und ein Kombi unter dem Namen Biscayne angeboten.